# Terrário

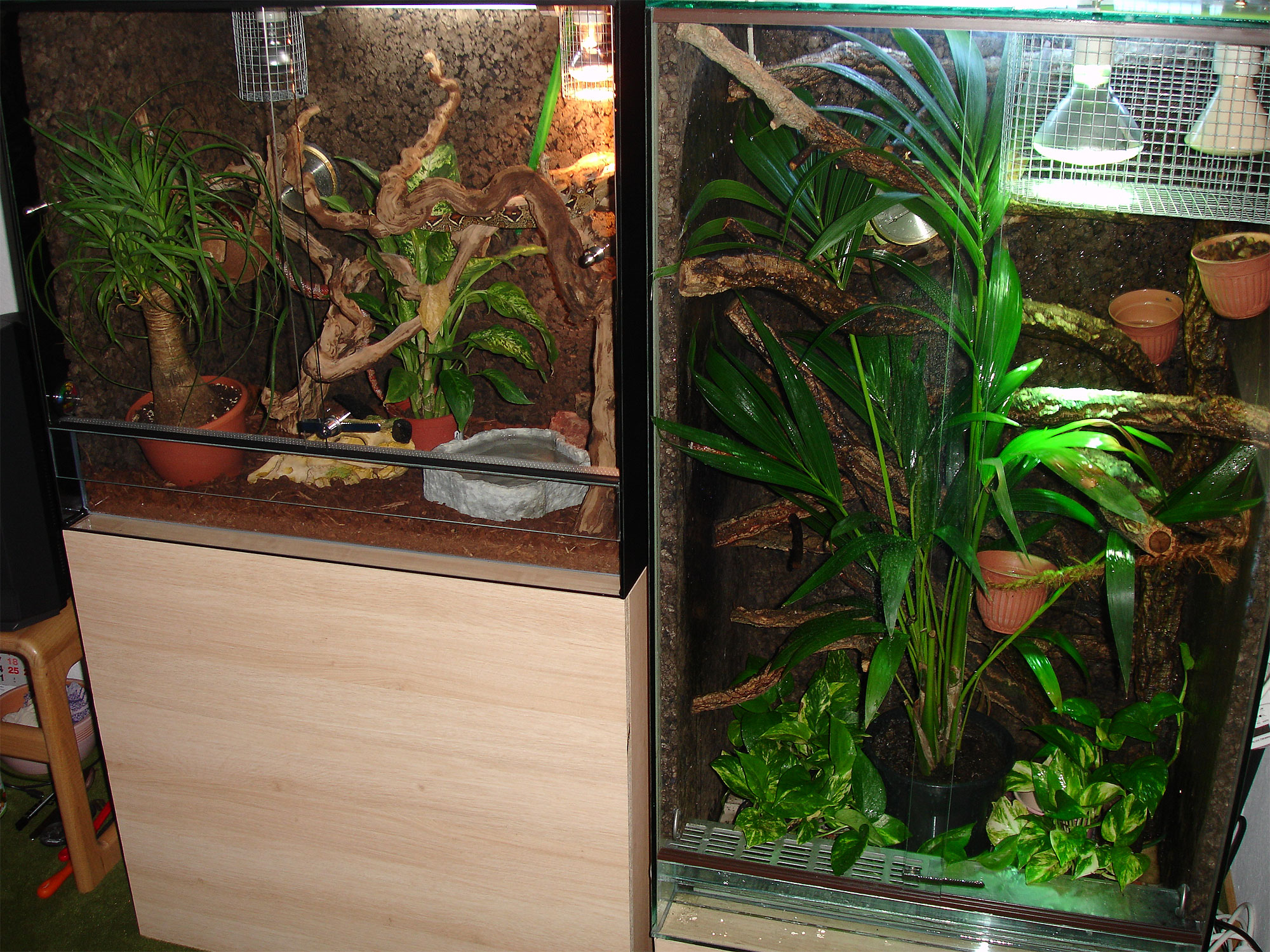
Um Terrário com plantas.

Um terrário é um recipiente onde se reproduzem as condições ambientais necessárias para diferentes seres vivos total ou parcialmente terrestres. Os terrários podem ter diversos tamanhos e serem feitos de diversos materiais, não apenas vidro; são comuns os terrários de madeira, rede metálica, Acrílico, PVC, etc. Possui sempre pelo menos uma de suas paredes feita de algum material transparente, geralmente vidro ou acrílico, para facilitar a visão do interior e para a entrada de luz, para ser realizada a fotossíntese, e normalmente contém pedras, carvão, terra e plantas que permitem observar o comportamento dos seres vivos no mundo natural.
No âmbito da botânica, um terrário refere-se a pequenas estufas em que se recriam as condições de um ambiente tropical, ou seja umidade e temperatura altas e constantes, possibilitando o cultivo de plantas tropicais e subtropicais.

## Terrário Fechado
Pode abrigar uma variedades de plantas tropicais, como musgos, fitônias, mini samambaias, entre outras , são geralmente mantidas dentro de Terrários fechados, por que as condições serem similares devido ao ambiente úmido dos trópicos. Manter o terrário selado permite que o ciclo  da água continue. abra o Terràrio caso notar morte das plantas ou tapetes brancos aparecerem, Isso é feito para evitar o crescimento de fungos que possam danificar as plantas e descolorir os lados do terrário. O terrário também deve ser regado ocasionalmente, a ausência de condensação nas paredes ou qualquer murchamento das plantas é um indicador que o terrário requer água. mas não o  molhe demais a terra, afinal ele em boa parte do tempo( meses, até anos) permanecerá fechado , regue de forma certa, e quando há necessidade. Terrários fechados também requerem uma mistura especial de solo para garantir boas condições de crescimento e reduzir os riscos de danos microbianos, Um meio comum é o "peat-lite", a mistura deve ser estéreo para evitar a introdução de micróbios potencialmente nocivos. Também podemos observar Comportamento das plantas e seres vivos que o habitam.
FAUNA:
No caso dos abertos pode ter jabutis, lagartos cobras, por que esses animais gostam do ambiente quente e controlado.                               
No caso dos fechados ou "eternos", pode-se  colocar animais menores, mas se o terrário feito for fechado realmente, no qual  a ultima intenção é abri-lo, não tem como colocar animais maiores ou até lagartixas, morreram. mas pode colocar "insetos" como:
CARNIVOROS: Como aranhas saltadoras, joaninhas, Besouros Carnivoros. Mas certifique-se que tenha comida ( animais que comem) para manter, a vida dentro do terrário.
HERBIVOROS: Como pequenos Caracóis, Afidios, Pequenos gafanhotos, piolhos de cobra. veja se tem plantas suficientes no terrário para terem comida, e esconderijos caso haja algum predador.
DETRIVOROS: Minhocas, colêmbolos , isopodes de jardim. Eles vão comer a materia organica morta no terrário.
FLORA: Samambaias, musgos, Brilhantina, Hera terrestre, Unha de gato, Trevos.  